# Ларн (район)
Ларн (англ. Larne Borough Council) — район Північної Ірландії в графстві Антрім.
У 2011 планувалося об'єднати район з районами Керрікфергюс і Беллімена , проте в червні 2010 Кабінет міністрів Північної Ірландії повідомив, що не може погодитися з реформою місцевого самоврядування й існуюча система районів залишиться колишньою в доступному для огляду майбутньому  .